# Thaumasius taczanowskii
Thaumasius taczanowskii là một loài chim trong họ Chim ruồi.
Nó được tìm thấy ở miền bắc Peru, với phát hiện nhưng chưa được chứng thực từ cực nam Ecuador.